# Ê͘
Cette page contient des caractères spéciaux ou non latins. S’ils s’affichent mal (▯, ?, etc.), consultez la page d’aide Unicode.
Ê͘ (minuscule : ê͘), appelé E accent circonflexe point suscrit à droite, est une lettre utilisée dans la transcription pe̍h-ōe-jī utilisé pour l’écriture de dialecte de Zhangzhou dont notamment le hokkien de Penang (en).
Elle est formée de la lettre E diacritée d’un accent circonflexe et d’un point suscrit à droite.

## Représentations informatiques
Le E accent circonflexe point suscrit à droite peut être représente avec les caractères Unicode suivants :
- composé et normalisé NFC (supplément latin-1, diacritiques)[1],[2] :

| formes    | représentations | chaînes de caractères | points de code | descriptions                                                                    |
| --------- | --------------- | --------------------- | -------------- | ------------------------------------------------------------------------------- |
| capitale  | Ê͘               | Ê◌͘                    | U+00CA U+0358  | lettre majuscule latine e accent circonflexe diacritique point en chef à droite |
| minuscule | ê͘               | ê◌͘                    | U+00EA U+0358  | lettre minuscule latine e accent circonflexe diacritique point en chef à droite |

- décomposé (latin de base, diacritiques) :

| formes    | représentations | chaînes de caractères | points de code       | descriptions                                                                                |
| --------- | --------------- | --------------------- | -------------------- | ------------------------------------------------------------------------------------------- |
| capitale  | Ê͘               | E◌̂◌͘                   | U+0045 U+0302 U+0358 | lettre majuscule latine e diacritique accent circonflexe diacritique point en chef à droite |
| minuscule | ê͘               | e◌̂◌͘                   | U+0065 U+0302 U+0358 | lettre minuscule latine e diacritique accent circonflexe diacritique point en chef à droite |